# Scytodes chantico
Espèce
Scytodes chantico est une espèce d'araignées aranéomorphes de la famille des Scytodidae.

## Distribution
Cette espèce est endémique du Basse-Californie au Mexique,.

## Description
Le mâle holotype mesure 3,20 mm.

## Étymologie
Son nom d'espèce lui a été donné en référence au dieu aztèque Chantico.

## Publication originale
- Rheims, Brescovit & Durán-Barrón, 2007 : Mexican species of the genus Scytodes Latreille (Araneae, Scytodidae). Revista Ibérica de Aracnología, vol. 13, p. 93-119 (texte intégral).